# Wahid Faghir
Wahidullah Faghir (Vejle, 29 juli 2003) is een Deens-Afghaanse profvoetballer die doorgaans als aanvaller (centrumspits) speelt. Hij wordt gedurende het seizoen 2023/24 door VfB Stuttgart verhuurd aan SV Elversberg. Faghir is kind van Afghaanse ouders. Zij ontvluchtte hun thuisland door de aanwezigheid van de Taliban. Hierdoor werd Faghir in 2003 in Denemarken geboren.

## Clubcarrière

### Vejle BK
Faghir kwam in 2009 in de jeugdopleiding van Vejle BK terecht. Op vijftienjarige leeftijd tekende hij in 2018 zijn eerste profcontract. Daarbij gaf Steen Thychosen, toenmalig hoofd van de jeugdopleiding, aan dat Faghir eigenschappen van Zlatan Ibrahimović bezit. Dit door zijn getoonde zelfvertrouwen tijdens trainingen en wedstrijden.
Op 5 juni 2020 zat Faghir voor het eerste bij de wedstrijdselectie van het eerste elftal. Twee speelrondes later maakte hij op 13 juni 2020 zijn debuut in de uitwedstrijd tegen Kolding IF (0–1 winst). In minuut 23 verving hij de geblesseerde Lucas Jensen.

### VfB Stuttgart
Op 31 augustus 2021 werd bekendgemaakt dat Faghir de overstap naar VfB Stuttgart zou maken. Daar tekende hij een vijfjarig contract tot de zomer van 2026. Op 18 september 2021 zat Faghir bij de wedstrijdselectie van het tweede elftal (VfB Stuttgart II). Tot een debuut kwam het die speelronde niet. Vervolgens was hij door een spierblessure enkele weken uitgeschakeld. Na zijn herstel maakte Faghir op 16 oktober 2021 zijn eerste speelminuten voor de club. Ditmaal zat hij bij de wedstrijdselectie van het eerste elftal en verving hij in minuut 74 Omar Marmoush in de uitwedstrijd tegen Borussia Mönchengladbach (1–1 gelijkspel).

#### Verhuur aan FC Nordsjaelland
Voor het seizoen 2022/23 werd Faghir door VfB Stuttgart verhuurd aan FC Nordsjaelland. Mede door een hamstringblessure kwam hij in de eerste seizoenshelft beperkt in actie. Naast wedstrijden voor het eerste elftal, kwam Faghir ook uit voor de beloften van de club. Op 19 februari 2023 scoorde hij in de uitwedstrijd tegen Lyngby BK de 0–1, waarna de wedstrijd door een late gelijkmaker uiteindelijk in een 1–1 gelijkspel eindigde. Een speelronde later was hij wederom belangrijk, ditmaal met twee doelpunten in de 4–2 overwinning op Odense BK.

#### Verhuur aan SV Elversberg
Voor het seizoen 2023/24 werd Faghir verhuurd aan SV Elversberg, uitkomend in de 2. Bundesliga. Daar scoorde hij in de eerste zeven wedstrijden drie keer. Maar net zoals in eerdere seizoenen kampte Faghir ook dit seizoen met blessureleed.

#### Terugkeer bij VfB Stuttgart
In de zomer van 2024 keerde Faghir terug bij VfB Stuttgart, waarna hij in de voorbereiding op het nieuwe seizoen door trainer Sebastian Hoeneß terug werd gezet naar trainingen bij het tweede elftal. In diezelfde periode was er contact met clubs uit Nederland en Denemarken, maar daaruit volgde geen nieuwe verhuurperiode.

## Clubstatistieken

### Beloften
| Seizoen                       | Club                  | Competitie           | Competitie | Competitie | Competitie | Overig | Overig | Overig | Totaal | Totaal | Totaal |
| Seizoen                       | Club                  | Competitie           | Wed.       | Dlp.       | Ass.       | Wed.   | Dlp.   | Ass.   | Wed.   | Dlp.   | Ass.   |
| ----------------------------- | --------------------- | -------------------- | ---------- | ---------- | ---------- | ------ | ------ | ------ | ------ | ------ | ------ |
| 2021/22                       | VfB Stuttgart II      | Regionalliga Südwest | 8          | 4          | 1          | 0      | 0      | 0      | 8      | 4      | 1      |
| 2022/23                       | → FC Nordsjaelland II | Future Cup           | 1          | 0          | 0          | 0      | 0      | 0      | 1      | 0      | 0      |
| 2024/25                       | VfB Stuttgart II      | 3. Liga              | 4          | 3          | 1          | 0      | 0      | 0      | 4      | 3      | 1      |
| Carrière totaal               | Carrière totaal       | Carrière totaal      | 13         | 7          | 2          | 0      | 0      | 0      | 13     | 7      | 2      |
| Bijgewerkt op 13 oktober 2024 |                       |                      |            |            |            |        |        |        |        |        |        |

### Senioren
| Seizoen                       | Club               | Competitie      | Competitie | Competitie | Competitie | Beker | Beker | Beker | Internationaal | Internationaal | Internationaal | Overig | Overig | Overig | Totaal | Totaal | Totaal |
| Seizoen                       | Club               | Competitie      | Wed.       | Dlp.       | Ass.       | Wed.  | Dlp.  | Ass.  | Wed.           | Dlp.           | Ass.           | Wed.   | Dlp.   | Ass.   | Wed.   | Dlp.   | Ass.   |
| ----------------------------- | ------------------ | --------------- | ---------- | ---------- | ---------- | ----- | ----- | ----- | -------------- | -------------- | -------------- | ------ | ------ | ------ | ------ | ------ | ------ |
| 2019/20                       | Vejle BK           | 1. division     | 10         | 3          | 2          | 1     | 0     | 0     | –              | –              | –              | 0      | 0      | 0      | 10     | 3      | 2      |
| 2020/21                       | Vejle BK           | Superligaen     | 22         | 5          | 2          | 0     | 0     | 0     | –              | –              | –              | 4      | 1      | 0      | 30     | 6      | 2      |
| 2021/22                       | Vejle BK           | Superligaen     | 7          | 2          | 0          | 2     | 0     | 0     | –              | –              | –              | 0      | 0      | 0      | 7      | 2      | 0      |
| 2021/22                       | VfB Stuttgart      | Bundesliga      | 6          | 1          | 0          | 1     | 0     | 0     | –              | –              | –              | 0      | 0      | 0      | 11     | 1      | 0      |
| 2022/23                       | → FC Nordsjaelland | Superligaen     | 9          | 4          | 0          | 1     | 1     | 0     | –              | –              | –              | 7      | 0      | 1      | 19     | 5      | 1      |
| 2023/24                       | → SV Elversberg    | 2. Bundesliga   | 17         | 3          | 0          | 3     | 1     | 0     | –              | –              | –              | 0      | 0      | 0      | 18     | 3      | 0      |
| Carrière totaal               | Carrière totaal    | Carrière totaal | 71         | 18         | 4          | 8     | 2     | 0     | –              | –              | –              | 11     | 1      | 1      | 95     | 20     | 5      |
| Bijgewerkt op 13 oktober 2024 |                    |                 |            |            |            |       |       |       |                |                |                |        |        |        |        |        |        |

## Interlandcarrière
Faghir kwam in 2018 en 2019 in totaal zes keer uit voor Denemarken onder 16. Daarvan stond hij drie keer in de basis en kwam hij drie keer als invaller in het veld. In die wedstrijden was hij driemaal trefzeker. Voor Denemarken onder 17 speelde Faghir in 2019 en 2020 in totaal veertien wedstrijden. Zeven keer stond hij aan de aftrap en zeven keer kwam hij als invaller in het veld. In de veertien wedstrijden was hij zeven keer trefzeker. In 2020 kwam Faghir tweemaal uit voor Denemarken onder 18, een keer als basisspeler en een keer als invaller. In die wedstrijden kwam hij een keer tot scoren.
Faghir speelde vanaf 2021 in totaal tien wedstrijden voor Denemarken onder 21. Drie wedstrijden daarvan speelde hij op het EK onder 21 van 2021. In de kwartfinale tegen Duitsland onder 21 zorgde Faghir voor de openingstreffer. De wedstrijd eindigde in 2–2 en werd beslist middels strafschoppen. Faghir miste de derde strafschop aan Deense kant, waardoor de strafschoppenreeks met 5–6 door Duitsland onder 21, de uiteindelijke kampioen van het toernooi werd gewonnen.
 

Tussen zijn optredens voor Denemarken onder 21 door speelde Faghir in 2022 twee wedstrijden mee bij Denemarken onder 19. Daarvan stond hij een keer in de basis en kwam hij een keer als invaller in het veld. Hij wist in deze wedstrijden niet te scoren. Daarnaast speelde hij in hetzelfde jaar eveneens een wedstrijd mee met Denemarken onder 20, waarbij hij eenmaal trefzeker was.